# 尤艾塔孔多爾森哈山

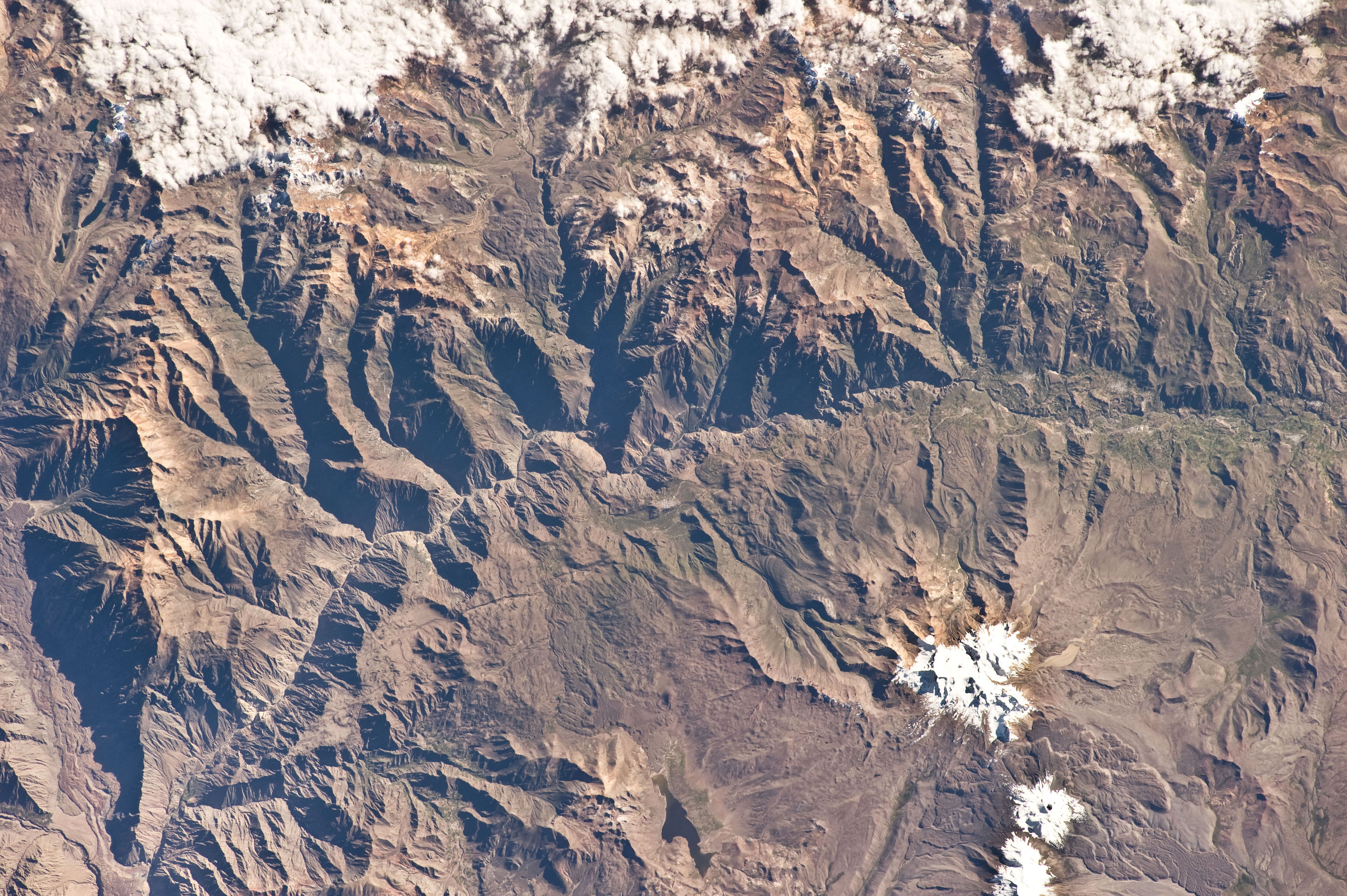

尤艾塔孔多爾森哈山（Yuaytacondorsenja），是秘魯的山峰，位於該國南部阿雷基帕大區，由卡斯蒂利亞省的查查斯區負責管轄，屬於奇拉山脈的一部分，海拔高度5,345米。